# BAFTA Interactive Entertainment Awards
A BAFTA Interactive Entertainment Awards a British Academy of Film and Television Arts (BAFTA) által évente megrendezett díjkiosztó a multimédiás szórakoztatás területén. A díjakat 1998 és 2003 között adták át. 2003-ban a BAFTA bejelentette, hogy az addig működő BAFTA Interactive Entertainment-díjat kettébontja a BAFTA Interactive Awards és a BAFTA Games Awardsra.

## Hozzáférhetőség
2002 :  I-Map (weboldal)
2001 : (nem osztották ki)
2000 : (nem osztották ki)
1999 : (nem osztották ki)
1998 : (nem osztották ki)

## Audio (2002 előttHang kategória)
2002 : Luigi's Mansion (Nintendo GameCube)
2001 : Conker’s Bad Fur Day (Nintendo 64)
2000 : Theme Park World (PC)
1999 : Grand Theft Auto: London, 1969
1998 : Ceremony of Innocence

## Legjobb brit fejlesztő
2002 : (nem osztották ki)
2001 : (nem osztották ki)
2000 : BBC Online
1999 : (nem osztották ki)
1998 : Rare

## Gyermek
2002 : (osztott kategória)
2001 : (osztott kategória)
2000 : (osztott kategória)
1999 : Noddy - Let's Get Ready For School
1998 : Star Wars Droidworks

### Gyermek szórakoztatás
2002 : Disney's Magic Artist Deluxe (PC)
2001 : Tigger's Honey Hunt (PC)
2000 : Lego & Steven Spielberg filmkészítő szett

### Gyermek oktatás
2002 : Frankie's Animal Adventures (PC)
2001 : Immaterial Bodies (PC)
2000 : Lego & Steven Spielberg filmkészítő szett

## Komédia
2002 : (nem osztották ki)
2001 : (nem osztották ki)
2000 : (nem osztották ki)
1999 : (nem osztották ki)
1998 : MindGym

## Számítógépes programozás
2002 : (nem osztották ki)
2001 : (nem osztották ki)
2000 : (nem osztották ki)
1999 : Aliens versus Predator (videójáték)
1998 : Gran Turismo

## Kivitelezés
2002 : (nem osztották ki)
2001 : (nem osztották ki)
2000 : (nem osztották ki)
1999 : Wip3out
1998 : ShiftControl

## E-Zine
2002 : (nem osztották ki)
2001 : (nem osztották ki)
2000 : (nem osztották ki)
1999 : www.birdguides.com - BirdGuides weboldal
1998 : (nem osztották ki)

## Enhancement of Linear Media
2002 : Mementó (DVD)
2001 : Walking With Beasts (Interaktív TV)
2000 : BBC Wimbledon / Golf Sports Coverage (Digital TV)
1999 : (nem osztották ki)
1998 : (nem osztották ki)

## Szórakoztató weboldal
2002 : (nem osztották ki)
2001 : Tiny Planets (weboldal)
2000 : Cartoon Network UK (weboldal)
1999 : Jamba
1998 : (nem osztották ki)

## Tényszerű
2002 : Time Team (weboldal)
2001 : Marconi Online Múzeum (weboldal)
2000 : BBC History Site (weboldal)
1999 : CNN.com/Coldwar
1998 : Redshift 3

## Játékok
2002 : (osztott kategória)
2001 : (osztott kategória)
2000 : (osztott kategória)
1999 : The Legend of Zelda: Ocarina of Time
1998 : GoldenEye 007

### Konzoljátékok
2002 : Halo: Combat Evolved (Xbox)
2001 : Gran Turismo 3: A-Spec (PlayStation 2)
2000 : MediEvil II (PlayStation)

### Mobil játékok
2002 : SMS Chess (mobiltelefonos játék)
2001 : Tony Hawk's Pro Skater 2 (Game Boy Advance)
2000 : Pokémon: Yellow Version: Special Pikachu Edition (Game Boy Color)

### Multiplayer játékok
2002 : Halo: Combat Evolved (Xbox)
2001 : (nem osztották ki)
2000 : (nem osztották ki)

### Hálózati játékok
2002 : (nem osztották ki)
2001 : Phantasy Star Online (Dreamcast)

### PC-játékok
2002 : Neverwinter Nights (PC)
2001 : Max Payne (PC)
2000 : Deus Ex (PC)

### Sportjátékok
2002 : Geoff Crammond's Grand Prix 4 (PC)
2001 : ISS Pro Evolution 2
2000 : Sydney 2000 (PC vagy Dreamcast)

## Újító játék
2002 : (nem osztották ki)
2001 : (nem osztották ki)
2000 : (nem osztották ki)
1999 : The Legend of Zelda: Ocarina of Time
1998 : (nem osztották ki)

## Interactive Arts
2002 : Body Movies
2001 : Sodaplay (weboldal)
2000 : Watched And Measured
1999 : (nem osztották ki)
1998 : (nem osztották ki)

## Interactive TV
2002 : MTV Ad-Break Tennis
2001 : (nem osztották ki)
2000 : (nem osztották ki)
1999 : (nem osztották ki)
1998 : (nem osztották ki)

## Interactivity
2002 : Pikmin (Nintendo GameCube)
2001 : Black and White (PC)
2000 : Onlinecaroline.com (weboldal)
1999 : The Legend of Zelda: Ocarina of Time
1998 : Stagestruck

## Interfész tervezés
2002 : Habitat (weboldal)
2001 : Eyes Only (PC)
2000 : MTV Two (weboldal)
1999 : (nem osztották ki)
1998 : (nem osztották ki)

## Oktatás
2002 : (osztott kategória)
2001 : (osztott kategória)
2000 : Immaterial Bodies
1999 : Masters of the Elements
1998 : Lifting the Weight

### Online oktatás
2002 : Commanding Heights Online (weboldal)
2001 : Grid Club (weboldal)
2000 : Homework High (weboldal)

### Offline oktatás
2002 : Antarctic Waves (PC)
2001 : (nem osztották ki)
2000 : (nem osztották ki)

## Életstílus és szabadidő
2002 : (nem osztották ki)
2001 : FreQuency (PlayStation 2)
2000 : (nem osztották ki)
1999 : (nem osztották ki)
1998 : (nem osztották ki)

## Mozgókép
2002 : (nem osztották ki)
2001 : Black and White (PC)
2000 : Perfect Dark (Nintendo 64)
1999 : Driver: You Are the Wheelman
1998 : Ceremony of Innocence

## Zene
2002 : (nem osztották ki)
2001 : Shogun Total War: Warlord Edition (PC)
2000 : Imperium Galactica II (PC)
1999 : (nem osztották ki)
1998 : (nem osztották ki)

## Hírek
2002 : (nem osztották ki)
2001 : BBC News Online (weboldal)
2000 : BBC News Online (weboldal)
1999 : BBC News Online (weboldal)
1998 : BBC News Online (weboldal)

## Online szórakozás
2002 : Lexus Minority Report Experience (weboldal)
2001 : (nem osztották ki)
2000 : (nem osztották ki)
1999 : (nem osztották ki)
1998 : (nem osztották ki)

## Különleges díj
2002 : Ian Livingstone (BAFTA Interactive Awards)
2001 :Championship Manager: Season 00/01 (PC) (amazon.co.uk díj)
2000 : David Bowie (Berners-Lee díj)
1999 : Toby Gard & Paul Douglas (artist) (Berners-Lee díj)
1998 : Peter Kindersley (Berners-Lee díj)

## Sport és szabadidő
2002 : The Famous Grouse Experience
2001 : (nem osztották ki)
2000 : (nem osztották ki)
1999 : (nem osztották ki)
1998 : (nem osztották ki)

## Technikai újítás
2002 : Tate Multimedia Tours
2001 : SSEYO Koan Interactive Audio Platform
2000 : Sketchaphone (WAP/weboldal)
1999 : (nem osztották ki)
1998 : (nem osztották ki)